# Giovanni Battista Chiodini

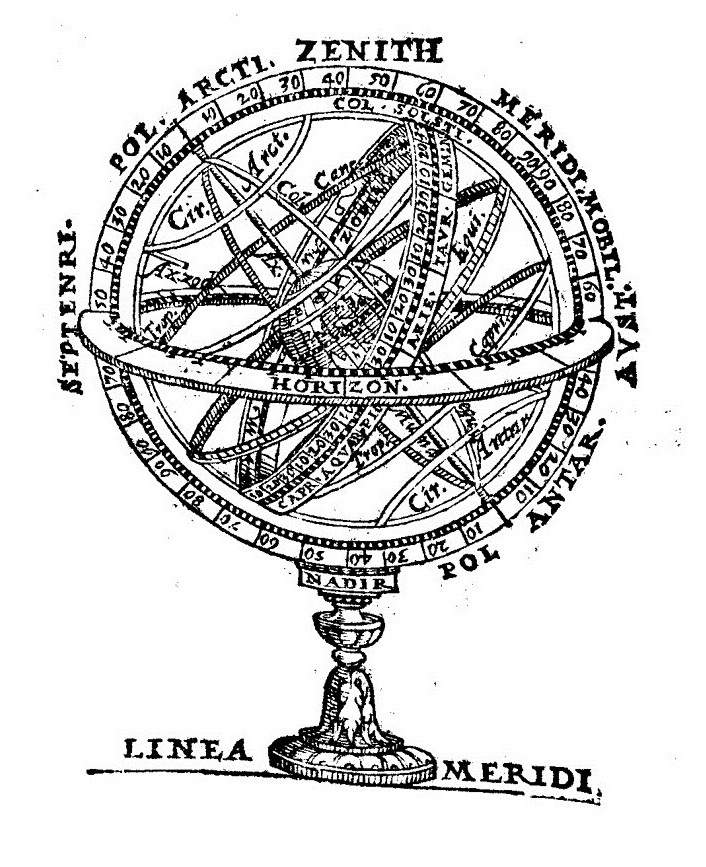
Uma ilustração de Praxis sphaerica clarissima (1615)

Giovanni Battista Chiodini ou Chiodino (Pollenza, século XVI – 1652) foi um frade franciscano e escritor italiano.

## Vida
Originalmente de Monte Milone (agora Pollenza), ele era um frade menor conventual e inquisidor.
Ele escreveu sobre teoria musical (Arte pratica latina e volgare di far contrapunto, 1610), astronomia e matemática (Praxis sphaerica clarissima, 1615), teologia, filosofia e literatura, e também compôs poemas em italiano e latim (La nobiltà burghesia romana, 1620).
Sua Arte pratica foi traduzida para o alemão em 1653 pelo compositor Johann Andreas Herbst.

## Obras
- Arte pratica latina et volgare di far contrapunto à mente, & à penna (em italiano e latim). Veneza: Ricciardo Amadino. 1610
- Praxis sphaerica clarissima (em latim). Veneza: Ambrogio & Bartolomeo Dei. 1615
- Pupilla phylosophiae Aristotelis (em latim). Veneza: Ambrogio Dei. 1617
- Thalamus rationalis (em latim). Veneza: Pietro Farri. 1620
- La nobiltà burghesia romana (em italiano e latim). Macerata: Stamperia del Martellini. 1620